# Adolfo Rogaciano Carrillo
 Adolfo Rogaciano Carrillo Ramos (27 de septiembre de 1855-23 de agosto de 1926) fue un periodista y escritor antiporfirista.

## Biografía
Nació en Sayula, Jalisco, México, el 27 de septiembre de 1855. Sus padres fueron Eutimia Ramos y Amado Carrillo, oriundos de Tapalpa, Jalisco. Tuvo tres hermanos: José María, Isaac y Amado. A pesar de que el propio Carrillo y algunas fuentes afirmaron lugares de nacimiento como Toluca o Villa de Guadalupe, y que su padre era recaudador de impuestos, estas aseveraciones son consideradas fabricaciones. Su familia, en realidad, era de origen humilde, siendo su padre un agricultor, y Carrillo pasó su infancia y primera juventud en Tapalpa.
Sus estudios iniciales probablemente tuvieron lugar en Tapalpa, para luego continuar su formación en el Liceo de Varones de Guadalajara, donde también ejerció como profesor de gramática y literatura.

### Su pluma combativa
Su traslado a Guadalajara marcó el inicio de su combativa carrera periodística. Fundó dos de sus primeros periódicos, La Unión Mercantil (1877) y La Picota (1878), los cuales desde el principio evidenciaron su postura adversaria contra el gobierno local. Estos tempranos ataques lo obligaron a buscar refugio nuevamente en Tapalpa.
Posteriormente, se trasladó a la Ciudad de México, donde prosiguió con su periodismo de oposición. En 1878, solicitó empleo a Matías Romero, entonces ministro de Hacienda, pidiendo un puesto en cualquier puerto debido a su "grave situación". Esta solicitud no satisfecha es señalada como un posible origen de su duradera animadversión hacia la administración de Porfirio Díaz.
Carrillo fundó y dirigió El Correo del Lunes, cuya publicación se inició el 6 de febrero de 1882. Este periódico se caracterizó por su "chantaje político y social", lo que le granjeó numerosas enemistades, un duelo y múltiples encarcelamientos en la Cárcel de Belén. Allí compartió celda con otros periodistas prominentes de la época, como Filomeno Mata, Diódoro Batalla y Enrique Chávarri. En una ocasión, fue sentenciado a una pena de nueve meses de prisión.
La construcción deliberada de una persona pública como "intelectual perseguido" es un rasgo distintivo de Carrillo. Sus invenciones sobre su lugar de nacimiento, la profesión de su padre y las circunstancias de sus primeros años  sugieren un esfuerzo consciente por elaborar una narrativa personal más atractiva. Esto se alinea con sus posteriores afirmaciones sobre su exilio y sus estudios en Europa. Al presentarse como nacido en otro lugar o de un origen más distinguido, o al exagerar la severidad de su persecución (como en su solicitud a Matías Romero), Carrillo probablemente buscaba elevar su estatus, generar empatía o legitimar su postura antiporfirista. Esta pauta de autoficcionalización, que se extiende más allá de sus obras literarias a su propia biografía, lo convierte en un "biógrafo de sí mismo" tanto como de otros, y prefigura su posterior uso de las "memorias apócrifas" como instrumento político.
El periodismo, en la época de Carrillo, funcionaba como un campo de batalla principal para la oposición política en el México de finales del siglo XIX. Su inmediata dedicación a fundar periódicos (La Picota, La Unión Mercantil, El Correo del Lunes) y sus subsiguientes encarcelamientos  subrayan el papel crucial de la prensa para desafiar regímenes autoritarios como el de Porfirio Díaz. El hecho de que sus compañeros de celda fueran también periodistas notables (Filomeno Mata, Diódoro Batalla) indica una experiencia compartida de represión. En una era desprovista de canales democráticos formales para la disidencia, el periodismo se convirtió en una vía vital, aunque peligrosa, para la oposición política. La "postura combativa" de Carrillo y su empleo del "chantaje político y social" sugieren que la prensa no era meramente informativa, sino una plataforma armada para la confrontación directa. La respuesta del gobierno (encarcelamiento, refugio forzado) resalta la amenaza percibida por tales actividades periodísticas, revelando el estricto control sobre el discurso público y los altos riesgos para las voces disidentes.
Así, Adolfo R. Carrillo emergió como una figura compleja y, en ocasiones, deliberadamente enigmática dentro del panorama intelectual mexicano de finales del siglo XIX y principios del xx. Su trayectoria como periodista y escritor se entrelaza con una vida personal que él mismo se encargó de moldear, difuminando las fronteras entre la realidad y la ficción. Esta tendencia a la autoficcionalización convierte su biografía en un enigma que requiere una cuidadosa labor de análisis para discernir los hechos documentados de sus estratégicos embellecimientos.
Adolfo R. Carrillo fue una figura significativa en el periodismo y la literatura mexicana, reconocido por su férrea oposición al régimen de Porfirio Díaz y por su innovador empleo de las memorias falsas como herramienta de crítica política. Su exilio y sus vivencias en California marcaron profundamente sus obras posteriores, en particular los Cuentos californianos.

### El exilio y la vida en California: entre la realidad y la ficción
El periodo de exilio de Adolfo R. Carrillo es uno de los más ambiguos y fascinantes de su biografía, marcado por relatos contradictorios que él mismo contribuyó a forjar. Carrillo afirmó consistentemente haber sido forzado al exilio por el general José Cevallos Cepeda, gobernador del Distrito Federal, bajo órdenes directas del Presidente Díaz. Describió haber sido embarcado en un vapor hacia Nueva York en invierno, sin equipaje ni dinero. Sin embargo, este relato dramático es cuestionado por contemporáneos como Manuel Puga y Acal, quienes sugieren que el exilio de Carrillo fue autoimpuesto e incluso financiado por figuras como Delfín Sánchez.
Carrillo también declaró haber escrito contra Díaz desde París, Madrid y Londres, asegurando haber "desmantelado el prestigio del dictador en toda Europa". No obstante, estas afirmaciones son en gran medida refutadas por contemporáneos que no encontraron rastro de sus extensas actividades en esas ciudades europeas durante dicho período.
En sus primeros años en Estados Unidos, Carrillo afirmó haber conocido a José Martí en Nueva York, quien supuestamente le ayudó a conseguir un modesto empleo como traductor de francés en Appleton & Co.. Además, aseveró que Sebastián Lerdo de Tejada, al enterarse de su situación, lo acogió en Lenox House, proporcionándole alojamiento, comida y conversación durante tres meses, e incluso subvencionando sus viajes a Europa para escribir contra Díaz. Sin embargo, estas supuestas relaciones cercanas con figuras históricas son consideradas en gran parte ficcionalizadas por Carrillo, de acuerdo con historiadores posteriores. Sí, pueden ser invenciones de Adolfo R. Carrillo, para dar más lustre a su persona como periodista. A pesar de las ambigüedades que rodean su exilio inicial, Carrillo finalmente se estableció en California, residiendo tanto en  San Francisco como, posteriormente, en Los Ángeles.
El terremoto y el incendio de San Francisco de 1906  representaron un punto de inflexión devastador en la vida de Carrillo. Perdió su imprenta y vio morir a su hija en esa catástrofe. Tras esta inmensa pérdida personal y profesional, se trasladó a Los Ángeles. Es importante destacar que el terremoto de San Francisco de 1906 fue la segunda mayor pérdida de vidas en la historia de California (la primera fue la pandemia de gripe de 1918), lo que subraya la magnitud del desastre que Carrillo experimentó.
En 1914, en medio de la Revolución Constitucionalista en México, Carrillo fue nombrado cónsul de México en Los Ángeles por el presidente Venustiano Carranza. Desempeñó este cargo hasta abril de 1916, cuando fue temporalmente destituido. Carrillo alegó que su destitución se debió a un accidente sufrido en el cumplimiento de su deber, pero una carta del cónsul E. A. González indica que su cese fue por mala gestión administrativa. Carrillo se resistió a abandonar el puesto y atribuyó públicamente su destitución a intrigas del general Álvaro Obregón Salido. Con frecuencia, utilizó la narrativa de ser una "figura política perseguida" para buscar su reincorporación al servicio diplomático y apoyo financiero de gobiernos mexicanos posteriores. Finalmente, logró regresar al servicio diplomático en 1920, aunque en puestos cada vez menores, culminando en una posición como "escribiente" en el Consulado de Los Ángeles en 1925, lo que le aseguró un salario hasta su muerte.
La utilidad estratégica del "exilio" como recurso narrativo para obtener beneficios políticos y personales es evidente en la vida de Carrillo. Sus relatos contradictorios sobre su exilio (forzado o autoimpuesto) y sus afirmaciones exageradas sobre actividades europeas y conexiones con figuras como Martí y Lerdo  revelan un patrón constante de construcción narrativa. Al presentarse como una víctima de la represión de Porfirio Díaz y un dedicado propagandista anti-Díaz operando desde el extranjero, Carrillo podía consolidar su imagen de mártir político e intelectual. Esta narrativa sería particularmente valiosa tras la caída de Díaz, permitiéndole buscar empleo y reconocimiento de los nuevos gobiernos constitucionalistas, como lo demuestra su nombramiento consular y sus posteriores esfuerzos por recuperar puestos diplomáticos. La narrativa del "exilio" se convierte así en una moneda política, ilustrando cómo la historia personal puede ser estratégicamente moldeada para influir en la percepción pública y asegurar beneficios materiales. Esto también explica los "40 años de exilio permanente y definitivo", que Carrillo mismo probablemente promovió.
El terremoto de San Francisco de 1906 actuó como un catalizador dual para la tragedia personal y la inspiración literaria en la vida de Carrillo. La pérdida de su hija y su imprenta en este evento  representa una profunda tragedia personal. Simultáneamente, su obra más conocida es Cuentos californianos, publicada alrededor de 1922, después de su traslado a Los Ángeles. El terremoto de San Francisco de 1906, por tanto, significa una ruptura traumática en la vida de Carrillo, obligándolo a reconstruirse tanto personal como profesionalmente. Este suceso devastador, ocurrido en California, probablemente profundizó su conexión con la región y le proporcionó un terreno fértil para su imaginación literaria. Los Cuentos californianos, que narran "experiencias de la vida rural antes de la invasión estadounidense y la subsiguiente pérdida cultural" , pueden interpretarse como una respuesta literaria a los profundos cambios y dislocaciones que presenció y experimentó en California, incluyendo las fuerzas destructivas de la naturaleza y la rápida transformación del paisaje y la sociedad. El terremoto, en consecuencia, no es solo un hecho biográfico, sino un punto de inflexión crítico que pudo haber canalizado sus energías creativas hacia la exploración de temas como la pérdida, el cambio y la experiencia californiana.

### La obra literaria: crítica, sátira, y el legado californiano
Carrillo, en su prolífica carrera, utilizó la escritura como un arma de crítica política y social, a menudo ocultando su autoría tras una variedad de seudónimos. Esta práctica era común entre los periodistas políticos de su época. Entre sus seudónimos conocidos se encuentran Arturo, Bum-bum, Filintos, Philintus, S. Q. y Z., Triboulet, Ursus, y X.X.X.
Colaboró en la sección "Gacetilla" del periódico La Patria alrededor de 1880, junto a otros escritores destacados como Salvador Quevedo y Zubieta.
Las "memorias supuestas" representan la forma más distintiva de la sátira política de Carrillo. Estas obras, en las que asumía la voz de figuras históricas o creaba personajes ficticios, le permitían lanzar críticas incisivas y denuncias veladas:
La práctica de las "memorias apócrifas" de Carrillo constituye una forma sofisticada de guerra política y revisión histórica. Sus Memorias de Sebastián Lerdo de Tejada y Memorias del Marqués de San Basilisco son explícitamente designadas como "memorias falsas" o "apócrifas". Fueron publicadas anónimamente o bajo seudónimos y tenían como objetivo criticar el Porfiriato y denunciar a figuras específicas. El momento de la publicación de San Basilisco (después de la muerte del Marqués) también fue estratégico. Esto va más allá de un simple comentario político; es un acto deliberado de subversión literaria. Al suplantar las voces de figuras históricas o crear narrativas picarescas, Carrillo podía difundir "versiones alternativas de la historia oficial"  y participar en "chantaje político y social"  con una capa de negación plausible. El anonimato y el uso de pseudónimos  lo protegían aún más, al tiempo que permitían que el "escándalo"  circulara. El auge de ediciones de Lerdo de Tejada durante la revolución maderista  subraya su eficacia como propaganda anti-régimen, demostrando cómo la literatura puede moldear activamente el discurso político e incluso contribuir a movimientos revolucionarios. Esto revela a Carrillo como un maestro de la manipulación narrativa, utilizando la ficción para exponer verdades percibidas e influir en la opinión pública.
Los Cuentos californianos se erigen como un texto fundacional para la literatura chicana. La descripción de la obra indica que narra "experiencias de la vida rural antes de la invasión estadounidense y la subsiguiente pérdida cultural" desde la perspectiva de mexicanos y "californios". También señala el uso de Carrillo de "tipos caricaturizados o 'pochos'" y lo posiciona como un "precursor de la figura contemporánea del chicano en el cuento y el teatro". Este es un aspecto crucial de la perdurable importancia literaria de Carrillo más allá de sus sátiras políticas. Los temas de la pérdida cultural, la identidad y el impacto de la expansión estadounidense en las comunidades de origen mexicano en California son centrales para la literatura chicana. Su retrato de los "pochos" (un término a menudo usado peyorativamente para los mexicoamericanos que se han asimilado a la cultura anglosajona) indica un compromiso temprano con las complejidades de la identidad bicultural y la alienación. Al abordar estos temas y tipos de personajes, la obra de Carrillo proporciona una voz literaria temprana, aunque quizás incipiente, para una comunidad cuyas experiencias formarían más tarde el núcleo de la tradición literaria chicana. Esto eleva los Cuentos californianos de una mera colección de historias a un texto históricamente significativo en el desarrollo de un género literario distinto.

### Últimos años y legado: pobreza, enfermedad, y reconocimiento tardío
Adolfo R. Carrillo falleció el 23 de agosto de 1926 en Los Ángeles, California, a la edad de 70 años. Murió tras "40 años de exilio permanente y definitivo". Su deceso ocurrió mientras trabajaba como "escribiente" en el Consulado de México en Los Ángeles, un puesto que aceptó en 1925. La pobreza y las enfermedades lo obligaron a aceptar este puesto poco antes de su muerte. Su cadáver fue posteriormente trasladado a México con la ayuda del cuerpo diplomático.
El legado de Carrillo es multifacético. Se le recuerda como un opositor feroz y provocador del régimen de Porfirio Díaz, utilizando el periodismo y las "memorias apócrifas" como potentes armas de sátira y denuncia política. Sus Memorias de Sebastián Lerdo de Tejada ganaron una tracción significativa durante la Revolución Mexicana, demostrando su perdurable resonancia política. Sus Cuentos californianos son reconocidos por su temprana exploración de temas pertinentes a la identidad mexicano-estadounidense y la pérdida cultural, posicionándolo como un precursor de la literatura chicana.
Resulta irónico que una vida dedicada a la oposición política culminara en la pobreza y la dependencia del mismo sistema al que se opuso. Carrillo pasó decenios en un "exilio" (ya fuera forzado o autoimpuesto) oponiéndose vehementemente al gobierno mexicano. Sin embargo, en sus últimos años, la "pobreza y las enfermedades" lo obligaron a aceptar un puesto menor e informal como "escribiente" en el Consulado de México en Los Ángeles, una rama del mismo aparato estatal contra el que había luchado, si bien con gobernantes de otro signo, revolucionarios y no liberales (porfirismo). Su cadáver fue repatriado con la ayuda del cuerpo diplomático. Esto presenta un final conmovedor y profundamente irónico para una vida definida por la rebelión. A pesar de sus importantes contribuciones literarias y periodísticas a la causa antiporfirista, Carrillo no logró estabilidad financiera ni reconocimiento oficial en sus últimos años, lo que resalta la precariedad de una vida dedicada a la disidencia política. Su dependencia del gobierno mexicano para un salario modesto y la repatriación de sus restos subrayan la naturaleza cíclica del poder y los sacrificios a menudo no recompensados de los exiliados políticos. Sugiere que, si bien su legado literario sería reconocido más tarde, su vida personal terminó en un estado de vulnerabilidad que lo obligó a comprometerse con las mismas instituciones que había criticado tan apasionadamente, un marcado contraste con las grandes narrativas que a menudo construía para sí mismo.
El periodista y escritor sayulense Carrillo se esforzó por moldear sus propias narrativas públicas, lo que ha dificultado una reconstrucción biográfica objetiva.

### Un biógrafo de sí mismo y de su tiempo
Adolfo R. Carrillo (1855-1926) se revela como una figura compleja y cautivadora en la historia intelectual mexicana. Nacido en circunstancias humildes en Sayula, Jalisco, ascendió a la prominencia como periodista y escritor combativo, dedicando gran parte de su carrera a oponerse al régimen de Porfirio Díaz. Su vida estuvo marcada por períodos de encarcelamiento y un largo y ambiguo exilio en Estados Unidos, particularmente en California. Experimentó una profunda tragedia personal, notablemente la pérdida de su hija y su imprenta en el terremoto de San Francisco de 1906. A pesar de todo, produjo un significativo cuerpo de obra, incluyendo las políticamente cargadas "memorias apócrifas" (Memorias de Sebastián Lerdo de Tejada, Memorias del Marqués de San Basilisco) y los culturalmente resonantes Cuentos californianos.
Un tema central en la biografía de Carrillo es la deliberada difuminación de las líneas entre su persona pública y su realidad privada. Fue un maestro de la autoficcionalización, creando narrativas sobre sus orígenes, exilio y conexiones con figuras históricas que servían a sus propósitos políticos y personales. Esta tendencia, aunque dificulta la investigación biográfica, también resalta su profunda comprensión del poder narrativo y su aplicación en el discurso político. Fue, en esencia, un "biógrafo de sí mismo", tanto como un cronista y crítico de sus turbulentos tiempos.
La contribución duradera de Carrillo radica en su uso innovador de la literatura como arma para la crítica política. Sus "memorias apócrifas" fueron ejemplos pioneros de escritura satírica y subversiva que desafiaron las historias oficiales y expusieron las maquinaciones del poder. Además, sus Cuentos californianos se erigen como una exploración temprana e importante de la identidad mexicano-estadounidense y el impacto cultural de la expansión estadounidense, anticipando temas que más tarde definirían la literatura chicana. A pesar de las dificultades personales y la naturaleza a menudo no reconocida de su trabajo durante su vida, Adolfo R. Carrillo sigue siendo una voz vital, aunque enigmática, en el panorama intelectual y literario del México de finales del siglo XIX y principios del xx, y de California.

## Obras destacadas
- El carnaval de México en 1879 (1879), un folleto cuya autoría también se atribuye a Vicente Riva Palacio.
- Recuerdos de un emigrado (1883), con una segunda edición en 1888.
- Memorias de Sebastián Lerdo de Tejada (1889/1890): Esta obra se publicó inicialmente de forma anónima como una serie en el periódico El Mundo en Laredo, Texas, a finales de 1889, y luego como libro en 1890 bajo el título Memorias inéditas de don Sebastián Lerdo de Tejada. Algunos capítulos también fueron reproducidos en El Hijo del Ahuizote, un semanario satírico de oposición en la Ciudad de México. La circulación del libro fue prohibida en México durante la dictadura de Porfirio Díaz, pero experimentó un notable aumento de ediciones (siete de 1910 a 1912) con el estallido de la revolución maderista. En esta obra, Carrillo se apropia de la voz de Sebastián Lerdo de Tejada, un expresidente y "antecesor incómodo" del régimen porfirista, para criticar y denunciar el sistema político. Se caracteriza por su naturaleza "incisiva y picante", su sarcasmo, anécdotas personales y descripciones apasionadas de figuras políticas, buscando ofrecer versiones alternativas de la historia oficial. Carrillo escribió un prólogo en 1926, poco antes de su muerte, para reclamar la autoría y buscar reconocimiento y empleo de los gobiernos constitucionalistas.
- Memorias del Marqués de San Basilisco (1897). Publicada anónimamente en San Francisco por The International Publishing Co. en 1897.[5] Su publicación coincidió con la muerte de Jorge Carmona, el Marqués de San Basilisco, en la Ciudad de México, el 20 de marzo de 1897. Carrillo había preparado el texto con anterioridad, pero esperó la muerte de Carmona para publicarlo. Esta obra se describe como una novela picaresca, llena de humor y juicios devastadores sobre el personaje central, Jorge Carmona ("Camonina"), quien es retratado como un individuo astuto y engañoso que busca el ascenso social. La novela pretendía denunciar a Carmona como el autor intelectual de un asesinato y ridiculizar su título nobiliario adquirido. Mezcla ficción y biografía para cuestionar las "verdades" establecidas por los relatos oficiales.  Fue reeditada por El Colegio de Sonora en noviembre de 2024.[6]
- Cuentos californianos (circa 1922). Este es el libro más conocido de Carrillo. La primera edición se estima que fue publicada alrededor de 1922, sin datos de edición específicos, solo con su nombre en la portada.[7] Es probable que fuera impreso en los talleres del periódico La Prensa de Los Ángeles, California. La obra fue reeditada en 1993 por la Secretaría de Cultura del Gobierno del Estado de Jalisco, con una Introducción de Miguel López Rojo, el Prólogo original, de E. V. Escalante, e ilustraciones de Fulgencio Corral.[8] El libro consta de diecinueve cuentos que narran las experiencias de la vida rural antes de la invasión estadounidense y la subsiguiente pérdida cultural, desde la perspectiva tanto de mexicanos como de "californios":

«El Budha de Chun-Sin»

«Oro y sangre»

«El sacrilegio»

«Juana la Loca»

«La última cena»

«El murciélago»

«Joaquín Murrieta»

«El ópalo del padre Rueda»

«El resucitado»

«Amores trágicos»

«La Virgen del Carmelo»

«Le père Gregoire»

«Chispas de oro»

«Los primeros gambusinos»

«Un moderno père Goriot»

«Los espectros de San Luis Rey»

«El hombre invisible»

«El primer insurgente»

«La hija del contrabandista»

Carrillo a menudo emplea tipos caricaturizados o "pochos" en lugar de personajes plenamente desarrollados, lo que lo posiciona como un precursor de la figura contemporánea del chicano en el cuento y el teatro. Fragmentos de la obra, como "Oro y sangre" , ilustran narrativas de codicia, traición y violencia durante la Fiebre del oro en California.
Además de estas obras principales, Carrillo afirmó la autoría de El zar zapoteco y La democracia en acción en documentos oficiales, aunque no existe un registro preciso de su circulación bajo su nombre. También se le atribuyó falsamente una novela titulada Carmen, supuestamente sobre la vida íntima de la primera dama (Carmen Romero Rubio), que se rumoreaba publicada por Appleton & Co. en Nueva York en 1888. Este incidente es un ejemplo de cómo Carrillo utilizaba el rumor y el escándalo para ejercer presión política.